# 7/27
7/27 è il secondo album in studio del gruppo musicale statunitense Fifth Harmony, pubblicato il 27 maggio 2016 dalla Syco ed Epic.
Dal punto di vista lirico, l'album discute i temi dell'empowerment femminile e dell'amore. Presenta collaborazioni con i rapper americani Ty Dolla Sign, Fetty Wap e Missy Elliott e con importanti produttori come Jack Antonoff, Kygo e il duo norvegese Stargate. 7/27 è principalmente un disco pop, tropical house ed R&B con elementi di reggae, funk, hip hop, musica dance elettronica e trap. Questo è l'ultimo album con la partecipazione di Camila Cabello, che ha abbandonato il gruppo nel dicembre 2016 per intraprendere la carriera da solista.
A livello commerciale, il disco ha debuttato alla posizione numero quattro nella Billboard 200, divenendo l'album del gruppo con la più alta posizione in questa classifica assieme al loro terzo album Fifth Harmony, vendendo 74.000 copie. L'album ha valso al gruppo la loro prima top 10 nel Regno Unito, raggiungendo la sesta posizione, e una top 5 in Canada, dove ha raggiunto la terza posizione. Inoltre, ha raggiunto la top 10 di altri tredici Paesi, raggiungendo la prima posizione in Spagna e Brasile. Per promuovere l'album, il gruppo ha iniziato il loro secondo tour, The 7/27 Tour, partito da Lima, in Perù, per poi proseguire per numerose città del Nord America, d'Europa e d'Asia. 7/27 ha ricevuto recensioni generalmente positive da parte dei critici musicali.
Il primo singolo estratto dall'album, Work from Home, pubblicato il 26 febbraio 2016, ha raggiunto la quarta posizione nella Billboard Hot 100, diventando il loro singolo con la posizione più alta negli Stati Uniti e la prima top 5 di un gruppo femminile in dieci anni dal singolo Buttons delle Pussycat Dolls, che raggiunse la terza posizione. Dalla sua pubblicazione, la canzone ha raggiunto la top 10 in ventidue Paesi. Il secondo singolo, All in My Head (Flex) con Fetty Wap, è stato pubblicato il 31 maggio 2016 ed ha raggiunto la top 40 della Billboard Hot 100 e in altri otto paesi. Sono stati pubblicati anche due singoli promozionali, The Life e Write on Me, prima della pubblicazione dell'album. Il terzo singolo, That's My Girl, è stato mandato alla contemporary hit radio il 27 settembre 2016. L'album 7/27 è stato certificato disco di platino dalla RIAA, per aver venduto 1.000.000 di copie.

## Antefatti
In un'intervista con Billboard del 21 settembre, Camila ha dichiarato: "Stiamo per iniziare a registrare il nostro nuovo album dopodomani." Il mese seguente, Lauren ha parlato con la rivista dicendo che Max Martin era "fortemente coinvolto" nella produzione del loro secondo album. In un'altra intervista, Dinah Jane ha dichiarato a Spin che Max Martin, dalla precedente intervista, aveva prodotto sei canzoni per l'album. Harmony Samuels, che in precedenza ha lavorato al brano I'm in Love with a Monster per il film d'animazione Hotel Transylvania, ha dichiarato ad Entertainment Scoop di star lavorando ad un nuovo progetto con loro.
Il titolo e la copertina dell'album sono stati rivelati il 25 febbraio, sul profilo Instagram del gruppo, con la didascalia: "Sappiamo che se n'è parlato molto, ma volevamo che voi sentiste questo da noi ... Il nostro nuovo album 7/27 uscirà il 20 maggio." Il nome dell'album è chiamato 7/27 in onore della particolare data del 27 luglio 2012 in cui è nata la band sotto i riflettori del programma televisivo The X Factor. È stato annunciato che il gruppo avrebbe posticipato la data di uscita dell'album di una settimana dal 20 al 27 maggio. Il giorno seguente, iTunes ha aggiornato la tracklist indicando come esplicite due tracce, diventando le prime canzoni delle Fifth Harmony a contenere testi espliciti. Il gruppo ha dichiarato di aver spostato l'album al 27 maggio "per adattarsi al tema del 27".

## Descrizione
Parlando con Billboard, Lauren ha detto che il gruppo vuole rendere l'album "un po' più profondo" e puntare ad un sound più R&B. Secondo Hansen, le sue canzoni preferite del loro album di debutto sono state Reflection e Going Nowhere, che hanno ispirato il gruppo a produrre un album più R&B e soul.
A differenza di Reflection, dove il gruppo non aveva crediti di scrittura, Lauren ha dichiarato che tutte e cinque le ragazze saranno più coinvolte nell'album, dal punto di vista della lirica. Quando ha rivelato l'elenco dei brani, Dinah Jane ha confermato che lei e il resto delle ragazze hanno co-scritto una canzone dell'album chiamata All in My Head (Flex) con Fetty Wap. Musicalmente, 7/27 è una maturazione delle tendenze R&B/pop degli anni '90 dell'album precedente, Reflection, tranne per il fatto che molte canzoni hanno un sound hip hop o tropical house. La prima canzone dell'album è That's My Girl, in cui Normani canta nel bridge: "Il destino lo ha deciso, devi alzarti e farlo / Arrabbiati, sii indipendente e non dimenticarlo mai." La canzone è caratterizzata da trombe, contrabbasso ed un arrangiamento elettronico. La seconda traccia e primo singolo Work from Home, in collaborazione con Ty Dolla Sign, è una canzone elettropop che presenta elementi di musica trap ed un ritornello ripetitivo. La terza canzone, The Life, ha un genere di musica dance elettronica. La traccia seguente è Write on Me, una canzone tropical house. La quinta traccia è I Lied, "Lewis Corner" di Digital Spy ha osservato che la canzone "è incentrata sugli scarabocchi ad alta intensità di Diplo e Skrillex.''
All In My Head (Flex), brano reggae pop, è una collaborazione con il rapper Fetty Wap ed è caratterizzata da un campionamento del singolo del 1995 Flex di Mad Cobra. Il brano successivo, Squeeze, è una canzone tropical house co-scritta e co-prodotta da Kygo. Gonna Get Better presenta un ritmo scandito da una chitarra acustica, simile a Write on Me, mentre Scared Of Happy è un brano house-pop. La decima traccia Not That Kinda Girl, composta dalla rapper Missy Elliott, è una canzone ispirata al funk. Diversi critici hanno notato l'influenza del cantante Prince nella canzone.

## Promozione
Dopo aver pubblicato la copertina dell'album, le Fifth Harmony hanno reso disponibile Work from Home come primo singolo dell'album 7/27, assieme al suo pre-ordine, ed è stato eseguito per la prima volta allo spettacolo annuale post-Oscar, trasmesso da Live! with Kelly e Michael. Ricreando il set del video musicale e indossando gli stessi costumi, le ragazze hanno eseguito la canzone al Jimmy Kimmel Live! il 24 marzo 2016. Ogni traccia è stata annunciata ogni ora attraverso il profilo Instagram del gruppo il 28 aprile. That's My Girl è stata usata per la pubblicità della nazionale di ginnastica artistica femminile degli Stati Uniti per le Olimpiadi del 2016 a Rio de Janeiro.

### Singoli
Il 26 febbraio 2016, le Fifth Harmony hanno mostrato in anteprima il primo singolo dell'album, Work from Home, scritto da Joshua Coleman, Jude Demorest, Dallas Koehlke, Alexander Izquierdo, Brian Lee, Tyrone Griffin, Jr., che vede la collaborazione di quest'ultimo. Il video musicale, diretto da Director X, è stato pubblicato lo stesso giorno dell'uscita del singolo. La canzone ha debuttato alla dodicesima posizione della Billboard Hot 100 e ha raggiunto la quarta posizione nella sua tredicesima settimana, rendendolo il singolo del gruppo con la posizione più alta negli Stati Uniti. A livello internazionale, la canzone ha raggiunto la top ten di venticinque paesi, diventando il loro singolo più importante in Olanda, Germania, Australia, Canada, Nuova Zelanda e Regno Unito.
Il secondo singolo All in My Head (Flex) con il rapper Fetty Wap è stato mandato in rotazione radiofonica il 31 maggio 2016. Il video musicale è stato pubblicato il 23 giugno 2016. La canzone ha debuttato alla settantottesima posizione della Billboard Hot 100 e ha raggiunto la ventiquattresima posizione. Dalla sua pubblicazione, la canzone ha raggiunto la top 10 di Ungheria e Nuova Zelanda, la top 20 dell'Australia e la top 40 in Canada, Irlanda, Paesi Bassi e Regno Unito. Negli Stati Uniti, il singolo è stato certificato platino per aver venduto 1.000.000 di copie, ed è stato certificato disco di platino anche in Australia e Canada e disco d'argento nel Regno Unito.
Il terzo ed ultimo singolo That's My Girl è stato mandato nelle Contemporary hit radio il 27 settembre 2016. Dalla sua pubblicazione, la canzone ha raggiunto la settantatreesima posizione della Billboard Hot 100 ed è stata certificata disco d'oro per aver venduto 500.000 copie. Il video musicale è stato pubblicato il 19 settembre 2016. Un video musicale alternativo è stato pubblicato il 28 settembre 2016 e presenta scene della webserie DC Super Hero Girls e del film, DC Super Hero Girls: Hero of the Year.

### Singoli promozionali
The Life è stato pubblicato come primo singolo promozionale il 24 Marzo 2016. Ha raggiunto la novantasettesima posizione della classifica del Regno Unito e la prima della Bubbling Under Hot 100.
Write on Me è stato pubblicato come secondo singolo promozionale il 5 maggio 2016. È stato pubblicato un video musicale per la canzone il 6 maggio sul canale Vevo del gruppo.

### Tour
Il gruppo ha intrapreso il loro secondo tour mondiale, The 7/27 Tour, da giugno 2016 a novembre 2016. Era composto da 64 spettacoli, 32 negli Stati Uniti, 3 in Messico e Canada, 8 in Sud America e 23 in Europa. Dopo l'abbandono di Camila Cabello dal gruppo, è stata annunciata una nuova tappa asiatica per il tour. Il tour è terminato nel mese di aprile 2017.

## Tracce
1. That's My Girl – 3:24 (Tinashe Kachingwe, Alexander Kronlund, Lukas Hilbert)
2. Work from Home (feat. Ty Dolla Sign) – 3:36 (Tyrone Griffin, Jr., Alexander Izquierdo, Joshua Coleman, Jude Demorest, Dallas Koehlke, Brian Lee)
3. The Life – 3:20 (Kachingwe, Kronlund, Hilbert)
4. Write on Me – 3:39 (Mikkel Eriksen, Tor Erik Hermansen, Kyrre Gørvell-Dahll, Priscilla Renea Hamilton, Simon Wilcox)
5. I Lied – 3:23 (James Abrahart, James Wong, Oliver Peterhof, Izquierdo Jordan Johnson, Marcus Lomax, Stefan Johnson)
6. All in My Head (Flex) (feat. Fetty Wap) – 3:30 (Eriksen, Hermansen, Benjamin Levin, Willie Maxwell, Daystar Peterson, Nolan Lambroza, Julia Michaels, Wilcox, Brian Garcia Ewart Brown, Clifton Dillon, Richard Foulks, Daniel Gonzalez, Camila Cabello, Lauren Jauregui, Ally Brooke, Normani Kordei, Dinah Jane, Herbert Harris, Leroy Romans, Lowell Dunbar, Brian Thompson, Handel Tucker)
7. Squeeze – 3:33 (Eriksen, Hermansen, Gørvell-Dahll, Lambroza, Hamilton, Wilcox)
8. Gonna Get Better – 3:36 (Adidja Palmer, Linton Timajae White, Mario Antonia, Dunwell)
9. Scared Of Happy – 3:23 (Kachingwe, Cass Lowe, Michael Tucker, Eriksen, Hermansen)
10. Not That Kinda Girl (feat. Missy Elliott) – 3:11 (Melissa Elliott, Negin Djafari, Jared Cotter, Aaron Pearce)

Tracce bonus nell'edizione deluxe
1. Dope – 3:32 (Jack Antonoff, Julia Michaels, Justin Tranter)
2. No Way – 2:57 (Victoria Monét)

Traccia bonus nell'edizione disponibile su Napster
1. Voicemail – 3:02 (testo: John Ryan, Ross Golan, Ammar Malik, Jason Evigan, Lomax, Johnson, Johnson)

Tracce bonus nell'edizione giapponese
1. Big Bad Wolf – 3:17 (testo: Emanuel Kiriakou, Andrew Goldstein, Evan Kidd Bogart, Clarence Coffee Jr.)
2. 1000 Hands – 3:19 (testo: Adam Waldman, Jason Boyd, Georgia Ku)

## Classifiche

### Classifiche settimanali
| Classifica (2016) | Posizione massima |
| ----------------- | ----------------- |
| Australia         | 8                 |
| Austria           | 34                |
| Belgio (Fiandre)  | 9                 |
| Belgio (Vallonia) | 35                |
| Brasile           | 1                 |
| Canada            | 3                 |
| Corea del Sud     | 55                |
| Danimarca         | 18                |
| Finlandia         | 8                 |
| Francia           | 55                |
| Germania          | 41                |
| Giappone          | 20                |
| Irlanda           | 5                 |
| Italia            | 20                |
| Messico           | 9                 |
| Norvegia          | 8                 |
| Nuova Zelanda     | 8                 |
| Paesi Bassi       | 7                 |
| Portogallo        | 7                 |
| Regno Unito       | 6                 |
| Spagna            | 1                 |
| Stati Uniti       | 4                 |
| Svezia            | 6                 |
| Svizzera          | 23                |

### Classifiche di fine anno
| Classifica (2016) | Posizione |
| ----------------- | --------- |
| Danimarca         | 73        |
| Francia           | 200       |
| Islanda           | 90        |
| Messico           | 57        |
| Stati Uniti       | 80        |